# Carlfors bruk
Carlfors bruk är en fabrik som tillverkar aluminiumpigment och flagor i Karlsfors söder om Huskvarna. Fabriken ligger vid Huskvarnaån, och det var tillgången till vattenkraft som först gjorde platsen attraktiv för en industrietablering.
Innan aluminiumeran fanns en fabrik för tillverkning av pappersmassa. Ån nyttjas även idag genom fördämning och en kraftstation, även om den producerade elkraften är långt ifrån tillräcklig för dagens produktionsapparat. Bruket har funnits i över 115 år. Företaget har idag ett sextiotal anställda som arbetar med att få fram atomiserat (sprutat) aluminiumpulver och flingformigt pulver för industriella ändamål. De främsta användningsområdena är för pigmentering i färger och plaster, jäsmedel i lättbetong och ingrediens i vissa sprängmedel. I anslutning till fabriken har ett litet brukssamhälle vuxit upp. I första hand är det anställda vid bruket som byggt hus runt omkring.

## Historia
Stensholms Pappersbruks disponent Carl Friedländer, som tog över som disponent 1867, bildade 1874 ett bolag med markägarna Laurin, på Stensholms säteri och Stålhammar på Stora Tokarp, och man anlade en fabrik för pappersmassetillverkning vid detta vattenfall. Fabriken fick namnet Carlfors AB, namngivet efter Friedländers förnamn. Pappersmassan såldes till pappersbruket, och transporterades via ån med pråmar.
Efter att Stensholms Pappersbruk brann ner till grunden totalt den 23 november 1889 stod Carlfors bruk utan sysselsättning. Disponent Friedländer bestämde sig då för att börja tillverka guldbrons i fabriken. Guldbronset var användbart vid färgframställning och därför att använda vid Ebbes bruk. Färgen gav gjutgodset från Ebbes bruk en blank och guldig färg. Carlfors anställde många tyska arbetare. Produktionen startade i juni 1898 och sedan dess har bruket producerat pulver av metall, och idag enbart från aluminium.
1945 utvecklades en ny metod som underlättade tillverkning av lättbetong. I tillverkningen används aluminiumpulver som jäsmedel, vilket är viktigt för att få kvalitativ betong. Helt nya metoder för att bland annat polera guldbronset utvecklades också på bruket. Fabriken har de senaste 70 åren ägts av familjen Björklund. Familjen Björklund tog över fabriken 1 maj 1929 och den hade då två anställda. I mitten av 2010-talet hade företaget ett sextiotal anställda (66 anställda år 2015). Sedan 1999 är Joakim Björklund den verkställande direktören.

## Export
Bruket producerar upp till 5 500 ton årligen och maskinerna går dygnet runt. Mer än 99% av produktionen exporteras runt hela världen.

## Elektricitet i Carlfors Bruk
Till Carlfors bruk hörde två vattenfall, på 4,6 respektive 0,8 meter i fallhöjd. Dessa användes mellan 1500- och 1800-talen till framställning av trämassa, papp, som sågverk och benstamp. När Stensholms bruk brann ner försvann Carlfors viktigaste köpare, och således lades även detta bruk ner, 1889. Efter detta fick anläggningarna förfalla. Carl Friedländer, som ägde Ebbes bruk under tiden, samordnade produktionen i Ebbes bruk, som bestod av spisar, kaminer och liknande, med Carlfors bruk, och som ett resultat av detta började man i Carlfors bruk tillverka bronsfärger. Trots Friedländers död 1902 blev produktionen allt bättre och gav allt högre avkastning. 1907 fick aktieägarna den första utdelningen. Vinsten investerades även i nya maskiner, samt nya turbiner som installerades 1908.
Turbinerna som installerades var en enkelturbin på 12 hk och en dubbelturbin på 52 hk. Dubbelturbinen användes för att driva fabriken, och enkelturbinen för att ge fabriken belysning. Man började nu installera ljus i både fabriken, i närliggande arbetarbostäder och kontor samt andra bostäder. 1930 brann det i fabriken, och det värdefulla som var kvar bestod i kraftanläggningen. Efter detta uppfördes ett aluminiumverk år 1933. Ett lån beviljades till en kraftstation som uppfördes mellan 1936 och 1937. Denna kraftstation gav 1,2 miljoner kilowattimmar per år. I kraftstationen fanns en kaplanturbin som gav 300 hk vid en fallhöjd på 3,75 meter, och, vid den maximala fallhöjden på 4,3 meter, 385 hk. En generator på 250 kilowattimmar ingick även. Man ingick ett väldigt detaljerat avtal med Husqvarna vapenfabrik år 1938, som gav bruket rätt till att få kraft från vapenfabriken under den tid på året när vattentillförseln inte var lika stor, huvudsakligen under sommarhalvåret. Efter en ökad energiförbrukning skrevs avtalet om 1946.
Vid 1940-talets slut blev förbrukningen av el större än tillgången på det, och man införskaffade därför en ny transformator. Med denna kunde man till stor del bli självförsörjande på elektricitet, med en årlig kilowattimmeproduktion på mellan 1,2 och 1,3 miljoner kilowattimmar per år. Detta höll till 1950-talets slut, när bruket behövde konsumera allt mer utstående elkraft. 1973 stod bruket för 15% av den totala elkonsumtionen, och man förbrukade mer än 1,000 m3 olja och 200 m2 mineralterpentin. För att minska oljeförbrukningen började man värma upp bruket på el istället för olja, för att halvera oljebehovet. Man slutade samarbeta med Husqvarna AB avseende elektriciteten 1979, och köpte istället elen från Smålands kraft, och idag E.ON. Vid Carlfors bruk använder man idag uteslutande extern kraft, även om den närliggande byn (Carlfors) genom ett koncessionsområde får elektricitet från kraftverket.

### Elektrifiering
År 1908 installerades en enkelturbin på 12 hästkraft. Denna turbin användes för att belysa fabriken, bostaden där arbetarna bodde samt disponentbostaden. På grund av arbetsbrist under andra världskriget, samt en låg lönenivå, såg sig Carlfors bruks ledning tvungna att få personalen att stanna kvar. Detta gjorde man genom att år 1943 uppföra två nya arbetarbostäder samt reparera den befintliga. På den ordinära hyran, som på fem år skulle uppgå till 2000 kronor, lades en elavgift till för belysningen av bostäderna. Denna elavgift var på 6 öre per kilowattimme. Senare samma år ämnade man få personalen att bygga egna hem, och man erbjöd därför vatten- och avlopp och el till ett belopp av det man sparade från hyran som avskrevs på 10 år. Det året såldes 10 kilowattimmar till 10 abonnenter. Varje kilowattime kostade 7 öre, och kom från brukets egna kraftstation. Bruket fortsatte med att försöka hålla nere elpriserna för att locka arbetskraft.

## Bränder
Flera gånger har Carlfors bruk drabbats av bränder. För att öka säkerheten har man vidtagit flera åtgärder. Den 3 oktober 1931 förstördes bruket nästan helt. En explosion orsakade branden. Två personer, Sigvard Gustafsson, född 1910, och T. Hinas, född omkring 1912, skadades, om än dock lindrigt. Försäkringspappren brann upp, men maskinerna beräknades ha ett värde på mellan 50- och 60 000 kronor. En beräkning av kostnaderna att återuppbygga fabriken sade att det skulle kosta 25 000 kronor. Trots att många tvivlade på lönsamheten i att bygga upp fabriken igen bestämde sig disponent Einar Björklund för att göra det.
Den 22 augusti 1947 brann bruket igen. Ett par ton metallpulver brann upp, och ytterligare en del utrustning. Fyra män skadades, två med svåra brännskador. Byggnaderna som brann behöll sin betongstomme men resten hade skjutits iväg av explosionerna. Kostnaden för skadorna beräknades uppgå till 48 270 kronor. En kurva som skurit sig mot en järnstång hade gjort att pulvret hade antänt. 19 december 1947 brann en tvåvåningsbyggnad. Ingen skadades, men branden beräknades ha skadat till en summa av 34 471 kronor. Den 6 december 1948 brann det igen, den fjortonde branden i företagets då femtioåriga historia. Den 3 november 1976 uppstod en brand som dock snabbt släcktes utan större skador. Den 3 maj 1991 överhettades en aluminiumpulverbehållare. Detta gick inte att släcka, men branden lugnade ner sig själv. Flera bränder har sedan dess uppstått, men på grund av den beredskap som finns och de åtgärder som vidtagits har i de flesta fall inga större skador uppstått. Personalen utbildas kontinuerligt i brandsäkerhet och en beredskapsstyrka har iordninggjorts. Automatiska skumsprutare finns i rör i taket. En traktor med sand finns för att släcka brandfarliga pulverbehållare.
Tidigt på morgonen fredagen den 8 december 2017 uppstod en kraftigare brand i en byggnad på fabriksområdet. Larmet inkom klockan 07.09 och ett fyrtiotal brandmän från Jönköping, Huskvarna, Norrahammar och Forserums brandkårer deltog i släckningsarbetet. Branden rapporterades vara under kontroll vid niotiden på morgonen och släcktes senare under förmiddagen.